# Plagiodontins
Els plagiodontins (Plagiodontinae) són una subfamília de rosegadors de la família de les huties (Capromyidae). Fou descrita el 1940 pel naturalista britànic John Reeves Ellerman (1909-1973).
Aquest grup només conté una espècie vivent, a més de tres d'extintes. L'espècie vivent, originària de la Hispaniola, també està amenaçada.